# Geflügelte Senna
Die Geflügelte Senna (Senna didymobotrya) oder der Kerzenstrauch, Doppeltraubige Kassie, ist eine Pflanzenart aus der Gattung Senna innerhalb der Familie der Hülsenfrüchtler (Fabaceae). Sie stammt ursprünglich aus Afrika.

## Beschreibung

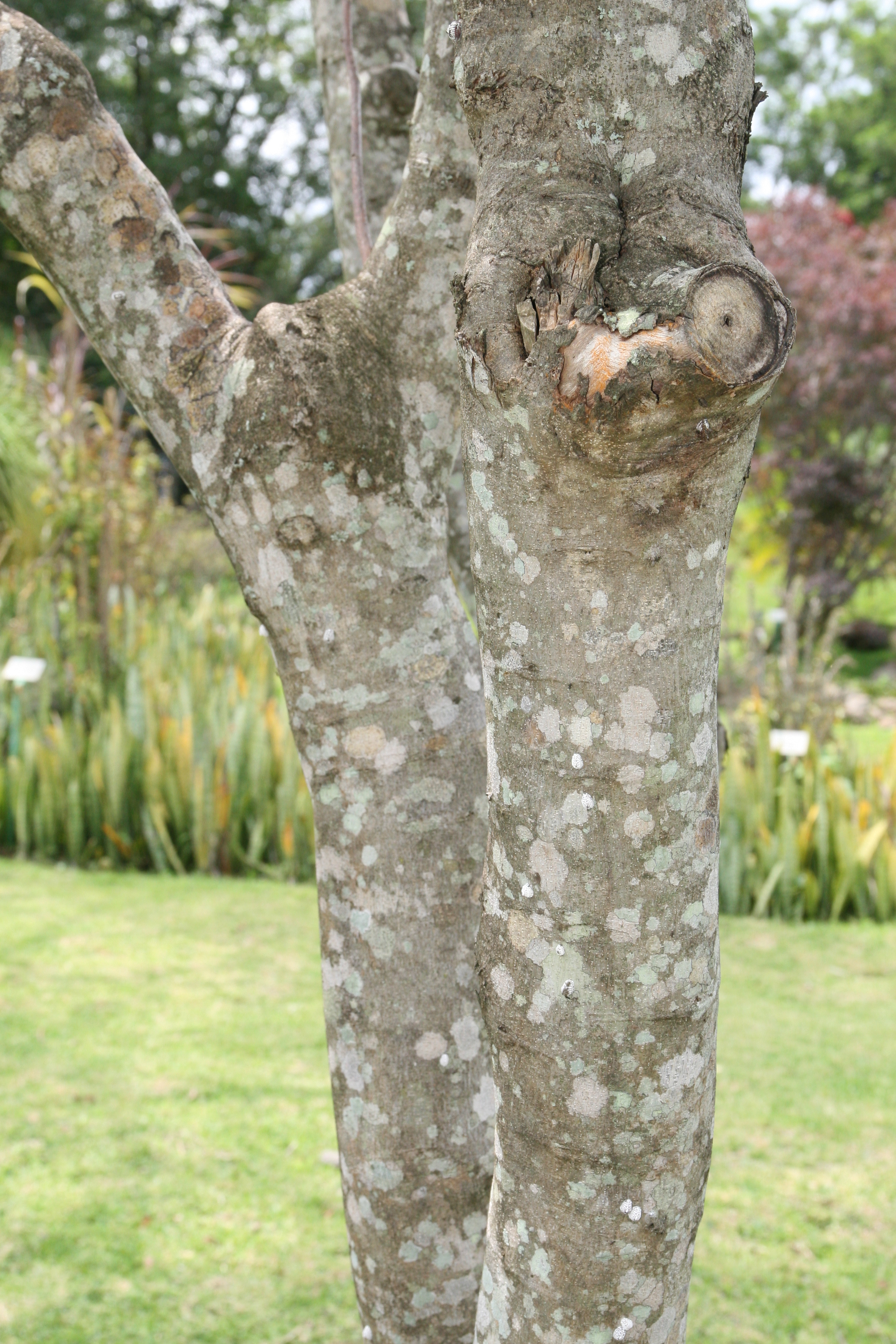
Stamm und Borke

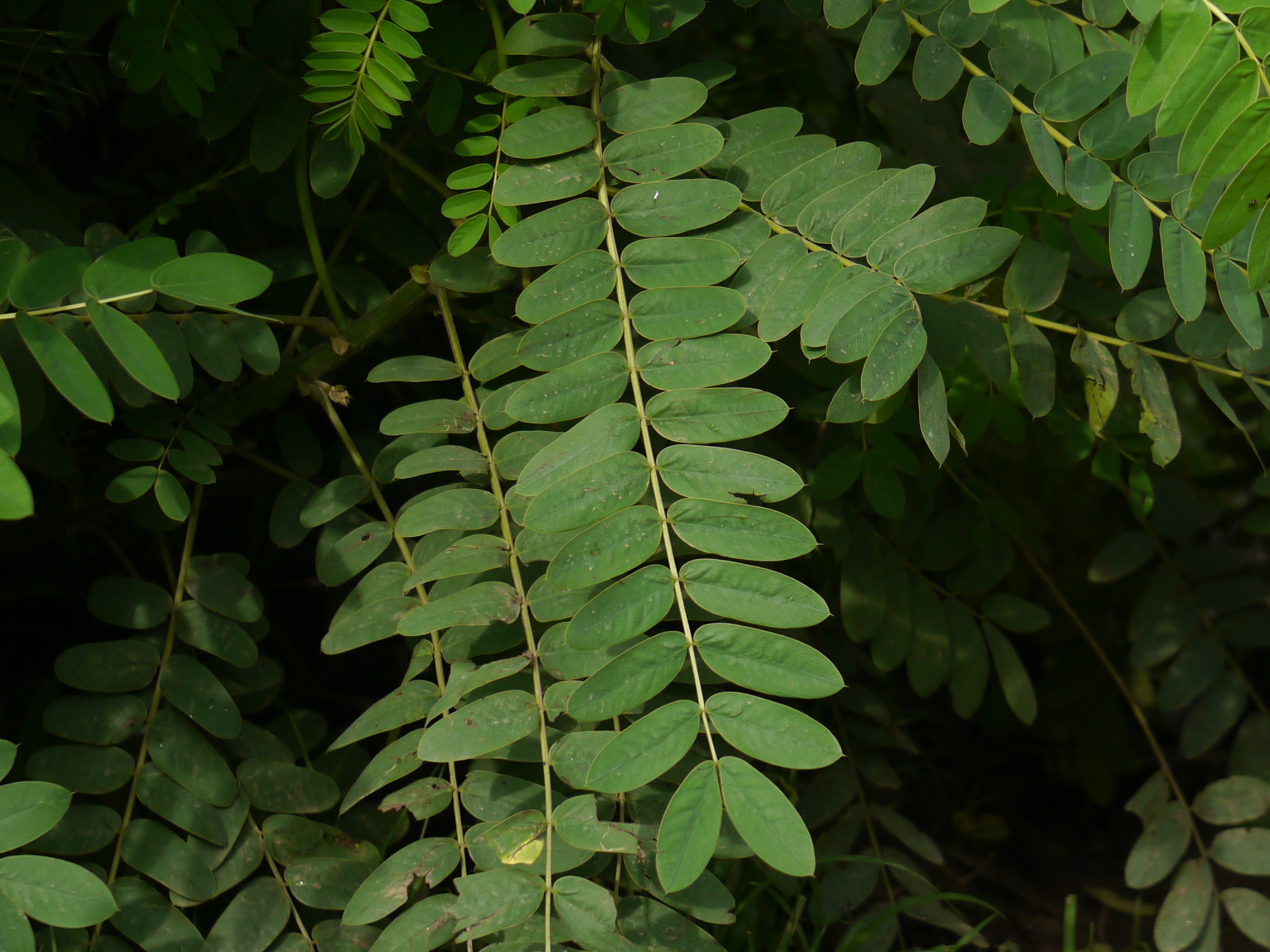
Paarig gefiederte Laubblätter

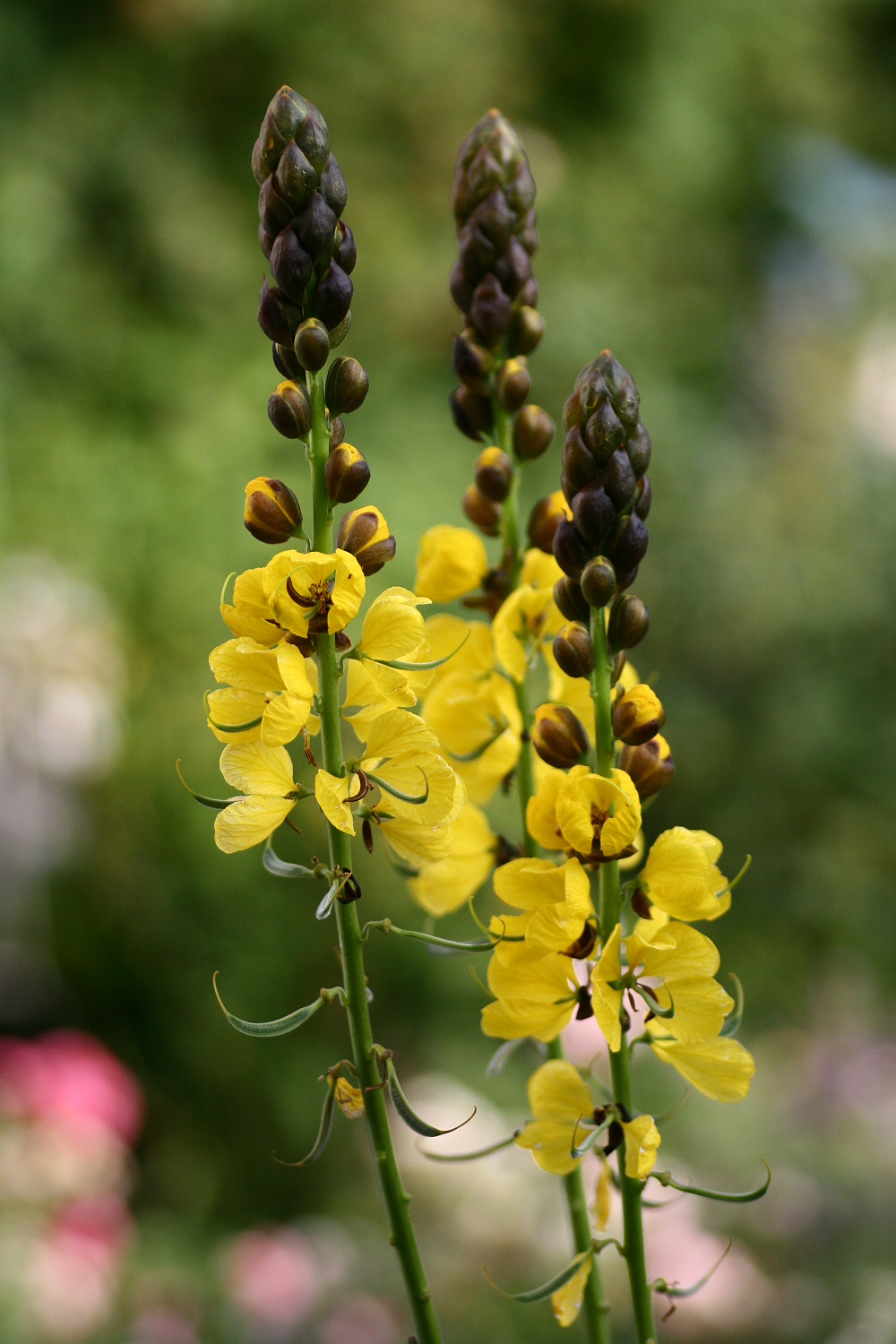
Traubige Blütenstände

### Vegetative Merkmale
Die Geflügelte Senna wächst als immergrüner und aromatischer Strauch bis kleiner Baum und erreicht Wuchshöhen meist 2,5 bis 3, selten bis zu 6 Metern. Er riecht merkwürdig nach Erdnussbutter. Die Rinde junger Zweige ist leicht flaumig behaart und verkahlt später.
Die wechselständig angeordneten Laubblätter sind in Blattstiel und -spreite gegliedert und insgesamt meist 35, selten bis zu 50 Zentimeter lang. Die Laubblätter sind flaumig behaart und verkahlt später. Der Blattstiel und die Blattrhachis besitzen keine Drüsen. Die Blattspreite ist paarig gefiedert mit meist 8 bis 16 selten bis zu 21 Paaren von Fiederblättchen. Die Stiele der Blättchen sind sehr kurz. Die mehr oder weniger dunkelgrünen, ganzrandigen Blättchen sind bei einer Länge von 2 bis 5,5 Zentimetern sowie einer Breite von 1 bis 2 Zentimetern eiförmig-länglich bis länglich mit gerundeter und schiefer Basis und stumpfem oder etwas zugespitztem oberen Ende mit Stachelspitze. Die Unterseite der Blättchen ist mehlig-weiß. Die spät abfallenden Nebenblätter sind bei einer Länge von 6 bis 17 Millimetern eiförmig-herzförmig mit zugespitztem oberen Ende.

### Generative Merkmale
In den Blattachseln der oberen Bereiche der Zweige oder in einem endständigen, beblätterten, zusammengesetzten Gesamtblütenstand stehen die aufrechten, schlanken, 10 bis 35, selten bis zu 45 Zentimeter langen, vielblütige traubigen Blütenstände. Die früh abfallenden Tragblätter sind breit-eiförmig mit etwas spitzem oder zugespitztem oberen Ende. Die ungeöffneten Blütenknospen sind auffällig dunkelbraun.
Die zwittrigen Blüten sind etwas zygomorph und fünfzählig mit doppelter Blütenhülle. Die fünf Kronblätter sind verkehrt-eiförmig und bis 2,5 Zentimeter lang. Die fünf goldgelben Kronblätter sind kurz genagelt. Von den 10 Staubblättern sind zwei fertile mit einer Länge von 12 Millimetern besonders lang und gekrümmt mit großen Antheren. 3 Staubblätter sind verkümmert, 5 sind mittelgroß und steril. Das einzige, längliche und gebogene, gestielte Fruchtblatt ist dicht gelblich fein behaart. Der Griffel ist gebogen.
Die flachen, ledrigen, vielsamigen und an den Samen eingeschnürten Hülsenfrüchte sind zunächst grün und färben sich dann dunkelbraun; sie sind leicht beflaumt und flach; die Hülsenfrucht ist etwa 10 Zentimeter lang und 2 Zentimeter breit. Die länglichen Samen sind olivgrün.

### Chromosomenzahl
Die Chromosomenzahl beträgt 2n = 28.

## Vorkommen
Das Verbreitungsgebiet von Senna didymobotrya erstreckt sich im tropischen Afrika über Äthiopien, Sudan, Kenia, Tansania, Uganda, Ruanda, Zaire, Angola, Malawi, Sambia, Simbabwe und Madagaskar. Im südlichen Nordamerika, im südlichen Afrika und in Australien ist sie ein Neophyt.

## Taxonomie
Die Erstbeschreibung erfolge 1839 unter dem Namen (Basionym) Cassia didymobotrya durch Johann Baptist Georg Wolfgang Fresenius in Flora, 22, S. 53. Das Epitheton „didymobotryus“ bedeutet „mit doppelter Traube“, „mit Zwillingstraube“. Die Neukombination zu Senna didymobotrya (Fresen.) H.S.Irwin & Barneby wurde 1982 durch Howard Samuel Irwin und Rupert Charles Barneby veröffentlicht. Weitere Synonyme für Senna didymobotrya (Fresen.) H.S.Irwin & Barneby sind: Cassia didymobotrya L. Cassia nairobensis L.H.Bailey, Cassia nairobiensis L.H.Bailey und Cassia verdickii De Wild.